# Thales de Lema
Thales de Lema (* 6. Februar 1928; † 10. Oktober 2020) war ein brasilianischer Herpetologe, Biologe und Hochschullehrer.

## Leben
De Lema war bereits in seiner Kindheit ein begeisterter Naturliebhaber. 1957 erwarb er den Bacharelado in Naturgeschichte von der Universidade Federal do Rio Grande do Sul (UFRGS), 1956 erfolgte ein Praktikum in medizinischer Zoologie an der Fundação Oswaldo Cruz und 1958 erhielt er die Licenciada in Biologie, Naturwissenschaften und Mathematik von der Pontifícia Universidade Católica do Rio Grande do Sul (PUCRS), wo er 1959 als Dozent begann. 1968 spezialisierte er sich in Herpetologie am Museu de Zoologia da Universidade de São Paulo und 1975 am Instituto Butantan des Gesundheitsamtes des Bundesstaates São Paulo. 1977 wurde er mit der Dissertation Estudo monográfico de Elapomorphus lemniscatus Duméril, Bibron et Duméril, 1854, com o estudo de sua variação geográfica (Ophidia, Caenophidia, Colubridae, Colubrinae) über die Artbildung bei unterirdisch lebenden Schlangen unter der Leitung von Wolfgang Bücherl in Naturgeschichte an der PUCRS zum Doktor promoviert. Von 1977 bis zu seinem Ruhestand im Jahr 2008 war er Professor an der Pontifícia Universidade Católica do Rio Grande do Sul. Zu seinen Lehrtätigkeiten zählten die Betreuung von Diplomarbeiten und Dissertationen von Studierenden und Doktoranden, die Betreuung von Projekten und Berichten über Umweltauswirkungen, die wissenschaftliche Forschung in den Bereichen Herpetologie (Taxonomie, Systematik, Biogeographie), Marikultur, Ökologie, Parasitologie, Statistik und Anatomie.
1993 erwarb er Postdoc-Diplome vom Royal Ontario Museum und von der University of Toronto in Toronto, Ontario, Kanada, in Genetik und Molekularbiologie. 
De Lema verfügte über Erfahrung in der Zoologie, mit Schwerpunkt auf der Taxonomie rezenter Schlangen. Seine Forschungsschwerpunkte waren die Biogeographie und die Speziation, darunter über die unterirdisch lebenden Schlangen der Tribus Elapomorphini. Er befasste auch mit der Polyploidie bei Salamandern aus Nordkanada, mit Chinesischen Riesensalamandern sowie mit Nattern der Gattung Masticophis aus der Nearktis.
De Lemas Bibliographie umfasst mehr als 300 wissenschaftliche Artikel sowie das Buch Os répteis do Rio Grande do Sul: atuais e fósseis, biogeografia, ofidismo (2002), die zur Kenntnis der Artenvielfalt neotropischer Schlangen beigetragen haben. Er veröffentlichte auch Arbeiten über Fische.
1955 gründete er gemeinsam mit Ludwig Buckup und dem Jesuitenpater Balduíno Rambo das Museu de Ciências Naturais do Rio Grande do Sul in Porto Alegre, das aus der 1954 aufgelösten naturhistorischen Sammlung des Museu Júlio de Castilhos hervorging. Er war auch leitender wissenschaftlicher Mitarbeiter in der Fundação Zoobotânica do Rio Grande do Sul (FZRGS) des Umweltministeriums des Bundesstaates Rio Grande do Sul, die von 1972 bis 2020 existierte. Zudem war er Koordinator des Labors für Herpetologie am Museu de Ciências e Tecnologia da PUCRS von Rio Grande do Sul.

## Dedikationsnamen
2005 benannten Paulo Passos, Ronaldo Fernandes und Noeli Zanella die Natternart Atractus thalesdelemai aus Brasilien zu Ehren von Thales de Lema.

## Erstbeschreibungen von Thales de Lema
- Adelphostigma quadriocellata (Santos, Di-Bernardo & De Lema, 2008)
- Apostolepis albicollaris De Lema, 2002
- Apostolepis christineae De Lema, 2002
- Apostolepis kikoi Santos, Entiauspe-Neto, Silva-Araújo, Souza, Lema, Strüssmann & Albuquerque, 2018
- Apostolepis nelsonjorgei De Lema & Renner, 2004
- Apostolepis serrana De Lema & Renner, 2006
- Apostolepis striata De Lema, 2004
- Apostolepis underwoodi De Lema & Campbell, 2017
- Calamodontophis ronaldoi Franco, De Carvalho-Cintra & De Lema, 2006
- Contomastix vacariensis (Feltrim & De Lema, 2000)
- Phalotris labiomaculatus De Lema, 2002
- Phalotris matogrossensis De Lema, D’Agostini & Cappellari, 2005